# Oblast' autonoma chakassa
L'oblast' autonoma chakassa (in russo Хакасская автономная область?, Chakasskaja avtonomnaja oblast'; in chakasso: Хакас автоном облазы), abbreviato in Khakas AO (in russo Хакасская АО?; in chakasso: Хакас АО) o Khao (in russo ХАО?; in chakasso : ХАО), faceva parte del Territorio di Krasnojarsk creato nel 1934 all'interno della RSFS Russa, dell'Unione Sovietica.
Fino al 1991, l'oblast' autonoma chakassa era amministrativamente subordinata al Territorio di Krasnojarsk. Nel luglio 1991 fu elevata allo status di Repubblica Socialista Sovietica e nel febbraio 1992 divenne la Repubblica di Chakassia.